# Friedrich Wilhelm Hopf
Friedrich Wilhelm Karl August Christoph Hopf (* 31. Mai 1910 in Melsungen, Hessen; † 19. Juli 1982 in Hermannsburg, Niedersachsen) war zunächst Pfarrer der Evangelisch-Lutherischen Kirche in Bayern, dann der Selbständigen Evangelisch-Lutherischen Kirche (SELK) und Missionsdirektor der Lutherischen Kirchenmission (Bleckmarer Mission).

## Leben

### Von der Schulzeit bis zum Ende des Zweiten Weltkrieges
Friedrich Wilhelm Hopf wurde am 15. Juni 1910 getauft und wuchs in Melsungen auf, dem Wirkungsort seines Vaters, Pfarrer Wilhelm Hopf (1842–1921). Er legte 1928 sein Abitur in Kassel ab. Von 1928 bis 1932 studierte er Evangelische Theologie an der Universität Erlangen, u. a. bei den Professoren Otto Procksch, Philipp Bachmann, Werner Elert und Hans Preuß.
Er gehörte zu einer Vorgängerkirche der SELK, deren Superintendent Heinrich Wicke ihn am 6. Januar 1933 in Melsungen zum Pfarrer ordinierte. Da man ihn dort jedoch nicht anstellen konnte, suchte er eine Anstellung als Pfarrer in der Bayerischen Landeskirche. Zunächst betreute er dort 12 Landgemeinden in der Umgebung von Lonnerstadt, namentlich seine Haupt- und Wohnsitzgemeinde in Mühlhausen. Zugleich nahm er gleich zu Beginn aktiv am Kirchenkampf gegen die Deutschen Christen teil.
Von 1933 bis 1936 war er Stadtvikar in Aschaffenburg. In dieser Zeit versuchte er mit verschiedenen Veröffentlichungen und Kontakten zum Bekenntniskampf der lutherischen Kirche in Deutschland beizutragen. 1934 wurde er in den ersten Lutherischen Rat berufen und gehörte der Bayerischen Delegation beim Deutschen Lutherischen Tag in Hannover 1935 an. 1935 bestand er das zweite Theologische Examen und trat am 1. Mai 1936 seine erste volle Stelle in der Kirchengemeinde zu Mühlhausen bei Bamberg an. Neben dem Pfarramt beteiligte er sich an der Seite von Hermann Sasse weiter aktiv am Kirchenkampf.
Am 1. Januar 1939 übernahm er die Schriftleitung der Zeitschrift Lutherische Kirche, die allerdings einige Zeit später von den Nationalsozialisten verboten wurde. Gesundheitsbedingt war Hopf nicht kriegsverwendungsfähig und konnte seinen Dienst als Pfarrer während des Zweiten Weltkrieges weiter ausüben. 1946 heiratete er Lydia Heckel († 4. April 2022 in Hermannsburg). Das Ehepaar hat zwei Söhne und eine Tochter.

### Nachkriegszeit
Nach 1945 wandte sich Hopf entschieden gegen den Anschluss der lutherischen Landeskirchen an die Evangelische Kirche in Deutschland (EKD), die er als bekenntniswidrige Unionskirche bewertete. Im Mittelpunkt stand hier die lutherische Lehre vom Heiligen Abendmahl und das Bekenntnis zur wirklichen Gegenwart des Leibes und Blutes Christi unter Brot und Wein (Realpräsenz). Abendmahlsgemeinschaft zwischen bekenntnisverschiedenen Kirchen war für ihn undenkbar. Am 18. Oktober 1948 kam es zu einer Rechtsverwahrung gegen den Beschluss der Evangelisch-Lutherischen Landeskirche Bayerns, der EKD beizutreten.
Da er sich dem Druck der Landeskirche nicht beugen wollte, wurde er mit Wirkung zum 18. Mai 1949 in den Wartestand versetzt. Sein Nachfolger erklärte alle zukünftig vollzogenen Amtshandlungen für „ungültig“ und „nicht anerkannt“. Dennoch diente er ohne amtliche Genehmigung weiter als Pfarrer und hielt Gottesdienste, zunächst in Privaträumen. Er gewann einige Anhänger, die eine Gemeinde um ihn bildeten und sich schließlich im Januar 1950 der (Alten) Selbständigen evangelisch-lutherischen Kirche anschlossen. Noch im gleichen Jahr wurde Hopf zum Missionsdirektor der Lutherischen Kirchenmission nach Bleckmar berufen. Diese Stelle hatte er bis zu seiner Emeritierung 1978 inne. Am 19. Juli 1982 verstarb Hopf in Hermannsburg.

## Bedeutung
Friedrich Wilhelm Hopf wirkte in der Christentumsgeschichte als Beispiel eines Pfarrers und Missionsdirektors, der aus einer starken konfessionell-lutherischen Bindung an die Heilige Schrift und die lutherischen Bekenntnisschriften heraus einerseits jede Aufweichung der lutherischen Theologie, andererseits jede Diskriminierung von Menschen aus rassistischen Gründen ablehnte und bekämpfte. Dieses Engagement zeigte er schon im Kirchenkampf mit zahlreichen theologischen Stellungnahmen jener Zeit, aber auch danach im Kampf gegen die Vereinheitlichung der EKD bei unklarer Auslegung der Abendmahlslehre und gegen das Apartheidsregime in Südafrika.
Die im Kirchenkampf gewonnene Haltung führte ihn auch zur Ablehnung jedes Rassismus und Rassendiskriminierung: Dies zeigte er als Missionsdirektor gegen das Apartheidregime in Südafrika. Dort förderte er die Selbständigkeit schwarzer lutherischer Gemeinden im südlichen Afrika, die sich 1967 zur „Lutheran Church in Southern Africa“ (LCSA) = „Lutherischen Kirche im südlichen Afrika“ vereinten. Bis heute grundlegend und wegweisend ist sein Grundsatzprogramm Lutherische Kirche treibt lutherische Mission. Als Ruheständler engagierte er sich folgerichtig bei Amnesty International. Das Schweigen der Kirche zu der Verletzung von Menschenrechten empfand er als Bedrohung, das schwere Gerichte Gottes nach sich ziehen werde.
Auch seine schriftstellerische Leistung ist enorm. Hopf verfasste zahlreiche Aufsätze, die jedoch noch nicht in einer Gesamtausgabe vereint zugänglich sind. Als Leitspruch seines Lebens kann die Anwendung des Wortes Gottes auf die Dinge dieser Welt gelten.
So hat er bis zu seinem Tod neben zahlreichen Aufsätzen auch die Lutherischen Blätter herausgegeben, in denen namhafte Professoren Aufsätze und theologische Stellungnahmen veröffentlichten. Mit seinem Tod wurde diese Zeitschrift eingestellt.

## Nachlass
Der Nachlass von Friedrich Wilhelm Hopf und weiteren Familienangehörigen wird als Depositum im Hessischen Staatsarchiv Marburg (HStAM Bestand 340 Hopf) aufbewahrt und ist über die Recherchedatenbank „Arcinsys Hessen“ online recherchierbar.

## Schriften
- Lutherische Kirchenordnung (= Bekennende Kirche, Heft 29), München 1935.
- ...und Luther. Der Reformator antwortet auf die Fragen der Zeit an die Kirche, Erlangen 1938.
- mit Hans Kreßel: Das Fest des jüngsten Tages. Ein Vorschlag mit grundsätzlicher Untersuchung und praktischen Beispielen der Gestaltung, Essen 1941.
- Die Missionspredigt bei Hermann Bezzel, Erlangen 1977.
- Kritische Standpunkte für die Gegenwart. Ein lutherischer Theologe im Kirchenkampf des Dritten Reichs, über seinen Bekenntniskampf nach 1945 und zum Streit um seine Haltung zur Apartheid. Herausgegeben von Markus Büttner und Werner Klän. Oberurseler Hefte Ergänzungsband 11, Edition Ruprecht: Göttingen 2011, ISBN 978-3-7675-7157-0.

### Als Herausgeber
- Lutherische Blätter. 35 Jahrgänge und 125 Nummern.
- Luther-Briefe an bekennende Gemeinden, Göttingen 1935.
- Dr. Martin Luther: Ein Büchlein von der Kirche, Göttingen 1936.
- Dr. Martin Luther: Kirche im Kampf, Göttingen 1936.
- Predigtbuch der Lutherischen Kirche. Abendmahlpredigten, Erlangen 1939.
- Hermann Sasse: In statu confessionis. Gesammelte Aufsätze, 2 Bde., Berlin 1966.
- Lutherische Kirche treibt lutherische Mission. Festschrift zum 75jährigen Jubiläum der Bleckmarer Mission, Bleckmar 1967.
- Hermann Sasse: Corpus Christi. Ein Beitrag zum Problem der Abendmahlskonkordie. Mit einem Geleitwort von Joachim Heubach, Erlangen 1979.
- Hermann Sasse: Zeugnisse. Erlanger Predigten und Vorträge vor Gemeinden 1933–1944. Mit einem Geleitwort von Hermann Dietzfelbinger, Erlangen 1979.
- Ludwig Harms. Selbstzeugnisse, Hermannsburg 1980.
- in Verbindung mit Werner Ost: Rudolf Schäfer. Vom Leben, Glauben und Schaffen eines lutherischen Künstlers, Neuendettelsau 1980.
- Hermann Sasse: Sacra scriptura. Studien zur Lehre von der Heiligen Schrift, Erlangen 1981.